# Чотири весілля та один похорон
«Чотири весілля та один похорон» (англ. Four Weddings and a Funeral) — британська комедійна мелодрама режисера Майка Ньюелла, що вийшла 1994 року. У головних ролях Г'ю Ґрант, Енді Мак-Давелл, Джеймс Фліт.
Уперше фільм продемонстрували 20 січня 1994 року у США на кінофестивалі «Санденс». В Україні у широкому кінопрокаті фільм не показувався.

## Сюжет
Стрічка розказує про пригоди друзів очима Чарльза, 32-річного англійця, який постійно відвідує весільні церемонії своїх друзів, проте сам одружуватися не хоче. Так одного разу на весіллі друга Чарльз зустрічає американку Керрі, після чого вся його стратегія починає розвалюватися.

## Творці фільму

### У ролях
| Актор               | Роль                  |
| ------------------- | --------------------- |
| Г'ю Ґрант           | Чарльз, англієць      |
| Енді Мак-Давелл     | Керрі, американка     |
| Джеймс Фліт         | Том, брат Фіони       |
| Саймон Каллоу       | Ґарет                 |
| Джон Ханна          | Метью, партнер Ґарета |
| Крістін Скотт Томас | Фіона, сестра Тома    |
| Ровен Аткінсон      | отець Джеральд        |
| Шарлотта Коулман    | Скарлет               |
| Руперт Вансіттарт   | Джордж                |

### Знімальна група
- Кінорежисер — Майк Ньювелл
- Сценарист — Річард Кертіс
- Кінопродюсери — Дункан Кенворті
- Виконавчі продюсери — Тім Беван і Ерік Феллнер
- Композитор — Річард Родні Беннетт
- Кінооператор — Майкл Колтер
- Кіномонтаж — Джон Ґреґорі
- Підбір акторів — Мішель Ґіш
- Художник-постановник — Меґґі Ґрей
- Художник по костюмах — Лінді Геммінґ[9].

## Сприйняття

### Оцінки
Фільм отримав схвальні відгуки: Rotten Tomatoes дав оцінку 95 % на основі 63 відгуків від критиків (середня оцінка 7,6/10) і 74 % від глядачів зі середньою оцінкою 3,2/5 (184 284 голоси). Загалом на сайті фільми має схвальні оцінки, фільму зарахований «стиглий помідор» від кінокритиків і «попкорн» від глядачів, Internet Movie Database — 7,1/10 (103 840 голосів), Metacritic — 81/100 (19 відгуків критиків) і 8,6/10 від глядачів (68 голосів). Загалом на цьому ресурсі від критиків і від глядачів фільм отримав схвальні відгуки.

### Касові збори
Під час допрем'єрного показу у США, що розпочався 11 березня 1994 року, протягом першого тижня фільм показали у 5 кінотеатрах і він зібрав 138 486 $. Під час прем'єрного показу у США, що розпочався 15 квітня 1994 року, протягом першого тижня фільм показали у 721 кінотеатрі й він зібрав 4 162 489 $, що на той час дозволило йому зайняти 1 місце серед усіх прем'єр. Фільм зібрав у прокаті у США 52 700 832 доларів США (за іншими даними 52 086 062 $), а у решті світу 193 000 000 $ (за іншими даними 190 194 977 $), тобто загалом 245 700 832 доларів США (за іншими даними 242 281 039 $) при бюджеті 4,4 млн доларів США (за іншими даними 4,5 млн $).

### Нагороди й номінації
Стрічка отримала 44 номінації, з яких перемогла у 23.
| Нагороди і номінації фільму «Чотири весілля і похорон» | Нагороди і номінації фільму «Чотири весілля і похорон» | Нагороди і номінації фільму «Чотири весілля і похорон» | Нагороди і номінації фільму «Чотири весілля і похорон» | Нагороди і номінації фільму «Чотири весілля і похорон» |
| Рік                                                    | Нагорода                                               | Категорія                                              | Номінант                                               | Результат                                              |
| ------------------------------------------------------ | ------------------------------------------------------ | ------------------------------------------------------ | ------------------------------------------------------ | ------------------------------------------------------ |
| 1995                                                   | 67-ма церемонія вручення нагороди «Оскар»              | Найкращий оригінальний сценарій                        | Річард Кертіс                                          | Номінація                                              |
| 1995                                                   | 67-ма церемонія вручення нагороди «Оскар»              | Найкращий фільм                                        | стрічка                                                | Номінація                                              |
| 1995                                                   | 52-га церемонія вручення нагороди «Золотий глобус»     | Найкращий актор                                        | Г'ю Ґрант                                              | Перемога                                               |
| 1995                                                   | 52-га церемонія вручення нагороди «Золотий глобус»     | Найкращий фільм — комедія або мюзикл                   | стрічка                                                | Номінація                                              |
| 1995                                                   | 52-га церемонія вручення нагороди «Золотий глобус»     | Найкращий сценарій                                     | Річард Кертіс                                          | Номінація                                              |
| 1995                                                   | 52-га церемонія вручення нагороди «Золотий глобус»     | Найкраща акторка — комедія або мюзикл                  | Енді Мак-Давелл                                        | Номінація                                              |

### Виноски
1. 1 2 3 4 5 6 7 8 9 10 11 12 13  https://web.archive.org/web/20200329165439/https://europeanfilmawards.eu/en_EN/film/four-weddings-and-a-funeral.5373
2. 1 2 3  ČSFD — 2001.
3. ↑  https://web.archive.org/web/20180318054347/https://www.europeanfilmacademy.org/1994.110.0.html
4. 1 2  Four Weddings and a Funeral: Release Info (англ.). Internet Movie Database. Процитовано 14 січня 2016.
5. 1 2 3 4 5  Four Weddings and a Funeral (англ.). Box Office Mojo. Архів оригіналу за 15 листопада 2017. Процитовано 14 січня 2016.
6. 1 2 3 4 5  Four Weddings and a Funeral (1994) (англ.). The Numbers. Архів оригіналу за 15 квітня 2016. Процитовано 14 січня 2016.
7. ↑  Box Office Mojo — 1999.
8. ↑  Four Weddings and a Funeral (1994) (англ.). AllMovie. Архів оригіналу за 4 серпня 2016. Процитовано 14 січня 2016.
9. ↑  Four Weddings and a Funeral: Full Cast & Crew (англ.). Internet Movie Database. Архів оригіналу за 19 червня 2013. Процитовано 14 січня 2016.
10. ↑  Four Weddings and a Funeral (англ.). Rotten Tomatoes. Архів оригіналу за 23 січня 2016. Процитовано 14 січня 2016.
11. ↑  Four Weddings and a Funeral (англ.). Internet Movie Database. Архів оригіналу за 13 січня 2016. Процитовано 14 січня 2016.
12. ↑  Four Weddings and a Funeral (англ.). Metacritic. Архів оригіналу за 27 грудня 2015. Процитовано 14 січня 2016.
13. ↑  Four Weddings and a Funeral: Awards (англ.). Internet Movie Database. Архів оригіналу за 26 грудня 2016. Процитовано 14 січня 2016.